# Halo Infinite
『Halo Infinite』（ヘイロー・インフィニット）は、2021年12月8日にマイクロソフトより発売されたXbox Series X/S、Xbox One、Windows 10/11用のFPSゲームソフトである。本作の開発は『Halo 5: Guardians』と同様に343 Industriesが手がける。Haloシリーズの新作としては、初のXbox Series X/S対応。Haloシリーズ20周年記念特別デザインのワイヤレスコントローラとXbox Series Xの限定本体も発売された。

## 概要
本作はHaloシリーズ本編の6作目。
本作のマルチプレイモードは基本プレイ無料で提供されている。キャンペーンモードは有料だが、Xbox Game Passでもプレイ可能。
2021年11月15日（日本時間11月16日）、本作の発売に先駆け、マルチプレイモードのオープンベータ版が配信開始された。配信開始後、Steam版の同時接続プレイヤー数が27万人を突破。Steamの帯域幅使用量が2倍以上に上昇し、Steam全体のダウンロード速度に影響を及ぼすほどの人気を博した。
前作『Halo 5』では、第1作より長らくシリーズで親しまれてきた画面分割（Split Screen）機能が削除された。これが『Halo 5』に対する不満の一つであると認識した開発元は、開発途中から『Halo Infinite』における画面分割機能の復活を宣言してきた。しかし、発売時にはキャンペーンモードの画面分割機能は搭載されておらず、後のアップデートでの対応となることが明らかとされた。なお、Xboxシリーズのローカルマルチプレイモードにおいてのみ発売時から画面分割が使用できる。